# Dieter Hall
Dieter Hall (* 22. September 1955 in Zürich) ist ein Schweizer Maler.

## Leben
Dieter Hall wurde am 22. September 1955 in Zürich geboren. Er wuchs zusammen mit einem jüngeren Bruder auf. Sein Vater wurde 1961 Chefarzt in der psychiatrischen Klinik Littenheid im Hinterthurgau, wohin die Familie umzog. Von 1968 bis 1974 besuchte Hall die Kantonsschule Trogen. Nach der Matura kehrte er nach Zürich zurück und begann dort zu studieren. Er schloss 1983 seine Studien der Kunstgeschichte und Literaturwissenschaft mit dem Lizentiat ab.
1981 begann seine künstlerische Tätigkeit. Zusammen mit seinem Künstlerfreund Martin Disler gründete er den Verlag „Nachbar der Welt“ (1981–1982). 1984 übersiedelte Hall nach New York. Er lernte dort einen amerikanischen Schauspieler und Regisseur kennen, mit dem er bis 2008 im East Village zusammenlebte. In NYC verbanden ihn Freundschaften zum Fotografen und Autoren Allen Frame, dem Fotografen Peter Hujar, den Ethnologen Hugh Raffles, der Kuratorin Sharon Simpson, den Autoren und Künstlern Bill Rice und Jim New, sowie den beiden Schweizer Künstlern Bruno Jakob und Hans Witschi. Trotz seines New Yorker Domizils und Ateliers blieb Hall der Schweiz eng verbunden, wo er auch regelmässig ausstellte. Seine erste Museumsausstellung richtete das Kunstmuseum Solothurn unter der Leitung von Christoph Vögele im Jahr 2000 ein. Nach der Trennung von seinem langjährigen Lebenspartner kehrte Hall 2011 definitiv nach Zürich zurück.

## Werk
Dieter Hall malt seit dem Anfang seiner künstlerischen Tätigkeit in leuchtenden Farben figurative und gegenständliche Bilder: Porträts, Akte, Stillleben, Interieurs und Landschaften, meist in Öl auf Leinwand, häufig auch mit Pastellkreide auf Papier. Dabei liefert die unmittelbare Umgebung, sowohl räumlich als auch sozial, die Inspiration für seine Werke, die häufig auf zwischenmenschliche Verhältnisse weisen: ein leerer Stuhl auf die Abwesenheit eines Menschen, ein Kleiderbügel auf ein fehlendes Hemd. Eine leere Badewanne erinnert womöglich an jemanden, der dort gebadet hat, ein Veilchenstrauss mit dem Titel „Domestic Violets“ an häusliche Gewalt (ein „Veilchen“).
1998 malte Hall den Film- und Opernregisseur Daniel Schmid. An der Wand im Hintergrund hängt ein japanischer Holzschnitt mit zwei maskierten Schauspielern. Hall verwendet öfters Stilmittel, wie sie die japanische Malerei hervorgebracht und der französische Impressionismus in die europäische Malerei eingeführt hat: schmale Hochformate, angeschnittene Motive, Darstellungen ohne Tiefenhintergrund, „schräge“ Perspektiven.
Oft malte er Männer im schmalen Bad seines New Yorker Ateliers.
2005 schuf Hall eine Serie von männlichen Bronzestatuetten und konterkarierte damit die Tänzerinnen von Degas, indem er seinen Männern Alltagsobjekte, wie eine Bettflasche als Liegematte unterlegte, eine Seife als Sitzgelegenheit unterschob, oder einem „Fussabtrockner“ einen echten Waschlappen in die bronzene Hand gab.
Seit seiner Rückkehr nach Zürich widmet sich Hall vermehrt grösseren Werkgruppen wie dem Zyklus „Heimat – eine Erfindung“, der 2012 in der Psychiatrischen Klinik in Littenheid gezeigt wurde. Hall erlebte dort bereits seine Kindheit. Der Appenzeller Zyklus mit Trogener Motiven wurde 2017 in der Kantonsschule Trogen ausgestellt, wo der Maler einst die Mittelschuljahre verbrachte.
2016 erhielt Hall den Auftrag, für die Zürcher Ahnengalerie der Kantonsratspräsidenten das Porträt des Bundesrates Ueli Maurer zu malen, der 1991 Ratspräsident des Zürcher Kantonsrats war.
Seit 2014 entstehen druckgraphische Arbeiten in der Steindruckerei Wolfensberger in Zürich.

## Ausstellungen

### Einzelausstellungen (Auswahl)
- 1987: Robertson Gallery, New York
- 1993: Ruth Bachofen Gallery, Santa Monica
- 1995, 1994, 1991, 1989: Galerie Marie-Louise Wirth, Zürich
- 1996: Galerie Margrit Gass, Basel (Katalog)
- 2000: Kunstmuseum Solothurn (Katalog)
- 2001, 1999, 1996: Galerie Schedler, Toronto, Zürich und Warth
- 2009, 2003, 1999: La MaMa La Galleria, New York
- 2010, 2009, 2007, 2006: Galerie Stefan Witschi, Zürich
- 2011, 2010, 2005, 2003, 2000: Galerie Martin Krebs, Bern
- 2012: Littenheid, Heimat – eine Erfindung (Katalog)
- 2013: Museum Eduard Spörri, Wettingen[2]
- 2015: Galleria Wolf, Ascona
- 2020: "Zwischen Himmel und Erde – und Erde und Himmel", Krematorium Nordheim, Zürich
- 2021: "Splendid Isolation", Kupper Modern, Zürich
- 2022: "2nd Ave & E 4th St", Destinys, Oslo

### Gruppenausstellungen (Auswahl)
- 1984: Bill Rice Gallery, New York
- 1986: Jerusalem Gallery, New York
- 1990: Salon Shedhalle, Zürich
- 1992: Swiss Institute (Zusammen mit Hans Witschi), New York (Katalog)[3]
- 1992: Galerie M/2, Vevey / PS 122 Gallery, New York
- 1993: Delta Axis Contemporary Arts Center, Memphis (Katalog mit einem Text von Jim New)
- 1997: Museum Bellerive, Zürich
- 2000: Galerie Schedler, Zürich / 31 Grand Gallery, New York
- 2008: Am Nabel der Welt, Bündner Kunstmuseum, Chur / Haus für Kunst, Uri[4]
- 2009: Aargauer Kunsthaus, Aarau
- 2011: Museum Langmatt, Baden
- 2012: Helmhaus Zürich
- 2014: Dieter Hall/Albert Rüegg: Stiftung Kunstsammlung Albert & Melanie Rüegg, Zürich[5]
- 2015: Heimspiel 2015, Kunsthalle St. Gallen / Werk- und Atelierstipendien der Stadt Zürich, Helmhaus / Die Welt retten, Kunsthalle Palazzo, Liestal (Katalog)[6]
- 2016: Salzhaus Brugg, Salon der Gegenwart
- 2017: Villa Flora, Winterthur, Salon der Gegenwart
- 2017: Helmhaus Zürich, (zusammen mit David Chieppo und Annlies Coste); Kantonsschule Trogen, Appenzell Ausserrhoden, Appenzeller Bilderzyklus[7]
- 2018: last tango. Zus. mit Xenia Lucia Laffley, Lasttango, Zürich
- 2018: "Die göttliche Ordnung und die Ungereimtheiten der Welt", zus. mit Filib Schürmann, Lokal 14, Zürich
- 2018: Museum Eduard Spöerri, Wettingen
- 2018: Impression, Ausstellung für Druckgrafik, Kunsthaus Grenchen
- 2019: "Problem gelöst? Geschichte(n) eines Virus", Shedhalle, Zürich
- 2020: "Konstellation 11 – Dietrich & Co", Kunstmuseum Thurgau, Warth
- 2022: "Gazed And Confused Chapter 2", Last Tango, Zürich
- 2023: "Kunststipendien der Stadt Zürich 2023", Helmhaus, Zürich

## Publikationen
- Dieter Hall – Hans Witschi – Paintings. Carin Kuoni, Swiss Institute, New York 1992.
- „So unverwandt betrachtet“, Dieter Hall – Konstantin Kavafis. Edition Patrick Frey, Zürich 1992.
- ‚i’aint no place‘, Bilder / Paintings. Beiträge von Ulla Dydo und Christoph Voegele. Offizin Verlag, Zürich 1996.
- Bed, Bathroom and Beyond. Mit Beiträgen von Christoph Vögele und Allen Frame. Kunstmuseum Solothurn, Kehrer Verlag, Heidelberg 2003.
- Wasser, Berge und Gesichter. Edition Stephan Witschi, 2006.
- Heimat – eine Erfindung. Mit Beiträgen von Alex Bänninger und Christoph Vögele. Littenheider Bilderzyklus, 2012.
- coffee drawings. Peter Bichsel Fine Books, 2013.
- A Fine Romance, My Friend, This Is. Mit Texten von Simon Maurer und Patrik Schedler. Wolfsburger Verlag, Zürich, 2017.